# Felsuma Klemmerova
Felsuma Klemmerova (Phelsuma klemmeri) je ještěr, druh felsumy patřící do rodu Phelsuma, denních stromových gekonů pocházejících z Madagaskaru a ostatních ostrovů v Indickém oceánu.

## Vzhled
Felsuma Klemmerova dorůstá 8,5–9,5 cm, patří tedy mezi malé felsumy. Je štíhlá se zašpičatělou hlavou. Ocas je stejně dlouhý jako zbytek těla. Hlava této felsumy má žlutou až zelenou barvu. Celý zbytek těla je tyrkysově zelený. Po celém hřbetu jsou nepravidelně rozmístěny malé hnědé tečky, které místy splynou v souvislou hnědou skvrnu. Na hlavě těsně za okem je černá skvrna ve tvaru kruhu. Od ní se táhne černý pruh na boku až ke kořenu ocasu. Břicho a spodek hlavy a ocasu jsou krémově bílé až žluté. Dokáže jako ostatní stromoví gekoni lézt pomocí příchytných lamel i po svislých a hladkých plochách. Jako ostatní felsumy nemá oční víčka, oči si proto olizuje jazykem.

## Rozšíření
Tato felsuma se vyskytuje pouze na pobřeží severozápadního Madagaskaru. Obývá oblasti porostlé bambusem a stromy, které jsou na okraji deštných pralesů. Felsumu Klemmerovu lze nejčastěji spatřit lézt po bambusové tyči, kam klade také vejce a loví zde potravu. Žije v oblasti, kterou obývá také Phelsuma seippi a jeden z poddruhů Phelsuma abboti, Phelsuma abboti checkei. Přes den zde panuje teplota 28–30 °C, v noci pak 20–24 °C. Relativní vlhkost vzduchu je přes den v období dešťů 60–70 % a v období sucha 45–50 %. V noci se vlhkost zvedne na 80 %.

## Potrava
Tento gekon se živí jako ostatní zástupci čeledi gekonovití převážně hmyzem, nebo jinými bezobratlými, například pavouky. Občas ale lížou nektar z ovoce a květů.